# امبوهیگاگو
امبوهیگاگو (به لاتین: Ambohigogo) یک سکونتگاه مسکونی در ماداگاسکار است که در آتسیمو-آتسینانانا واقع شده‌است.

## خصوصیات
امبوهیگاگو طبق سرشماری سال ۲۰۰۱ ۸٬۰۰۰ نفر جمعیت دارد و ۲۶ متر بالاتر از سطح دریا واقع شده‌است.

## شغل
اکثریت ۹۹٪ مردم شهر کشاورز هستند.

## محصولات کشاورزی
مهم‌ترین محصولات کشاورزی این شهر عبارتند از قهوه و برنج در حالی که سایر محصولات مانند مانیوک و فلفل نیز کشت می‌شود.